# National (album)
National er det syvende studiealbum fra den danske pop/rock-gruppe Love Shop, der udkom den 5. maj 2003 på MNW. Albummets titel er et oprør mod daværende formand for Dansk Folkeparti, Pia Kjærsgaard, som ifølge Hilmer Hassig har patent på det danske flag: "Den del af det politiske spektrum har jo fået patent på de rød/hvide farver. Når man ser noget så stort og klassisk som det danske flag, så forbinder man det med højrefløjen, småracisme og en meget regressiv stillingtagen til, hvad det vil sige at være danske. Det vil vi gerne gøre op med."
National er det sidste Love Shop-studiealbum med sangskriver og guitarist Hilmer Hassig, der forlod gruppen i 2004.

## Spor
Alt tekst skrevet af Jens Unmack, alt musik komponeret af Hilmer Hassig og Jens Unmack.
| #   | Titel                     | Længde |
| --- | ------------------------- | ------ |
| 1.  | "Skip intro"              | 0:29   |
| 2.  | "Sig det aldrig mere"     | 5:07   |
| 3.  | "Bin Laden Blues"         | 4:28   |
| 4.  | "Susie"                   | 4:30   |
| 5.  | "Saturday Night Believer" | 4:36   |
| 6.  | "Uforelsket"              | 4:56   |
| 7.  | "Legendarisk nedfald"     | 2:21   |
| 8.  | "(Før vi) Kører galt"     | 2:53   |
| 9.  | "Nordlys"                 | 3:54   |
| 10. | "Carpenters"              | 2:58   |
| 11. | "Skønhedsoperation"       | 4:36   |
| 12. | "Paradis DK"              | 5:31   |

## Medvirkende
- Hilmer Hassig – producer, mixer, tekniker
- Jens Unmack
- Henrik Hall
- Peter Mark – trommeteknik
- Jan Eliasson – mastering
- Mikkel Damgaard – keyboard
- Thomas Duus – trommer
- Poul Kristian – keyboard, kor
- Mark Linn – kor
- Nanna Lüders – kor
- Freddie Pedersen – trommer
- Thomas Risell – bas
- Finn Vervohlt – guitar
- Sabine Bretschneider – 2. violin
- Anton Lasine – 1. violin
- Anne Lindeskov – viola
- Juliane von Hahn – cello
- Anders P. Jensen – strygerarrangement

## Hitlister
| Hitliste (2003) | Højeste placering |
| --------------- | ----------------- |
| Danmark         | 8                 |